# ۱۸۳۷ (میلادی)
۱۸۳۷ (میلادی) هزار و هشتصد و سی و هفتمین سال تقویم میلادی است.

## زادگان
- 11 اوت - سعدی کارنو : پنجمین رئیس جمهور فرانسه .
- ۱۸ مارس – استیون گراور کلیولند، سیاست‌مدار و وکیل آمریکایی (د. ۱۹۰۸)
- ۵ آوریل – الگرنون چارلز سوینبرن، شاعر بریتانیایی (د. ۱۹۰۹)
- ۲۱ آوریل – فردریک بایر، نویسنده دانمارکی (د. ۱۹۲۲)
- ۸ نوامبر – آلبرت اندرسون، سیاستمدار اهل ایالات متحده آمریکا (د. ۱۸۹۸)
- ۲۳ نوامبر – یوهان دیدریک وان در والس، فیزیک‌دان و شیمی‌دان هلندی (د. ۱۹۲۳)

## درگذشتگان
- ۲۰ ژوئن - ویلیام چهارم، پادشاه پادشاهی متحده (ت. ۱۷۶۵)
- ۲۳ ژانویه – جان فیلد، پیانیست و آهنگساز ایرلندی (ز. ۱۷۸۲)
- ۳۱ مارس – جان کانستبل، نقاش بریتانیایی (ز. ۱۷۷۶)
- ۱۰ اکتبر – شارل فوریه، اقتصاددان و فیلسوف فرانسوی (ز. ۱۷۷۲)